# Provincia della Pomerania (1815-1946)
La provincia della Pomerania (in tedesco: Provinz Pommern) fu una provincia del Regno di Prussia e dello Stato Libero di Prussia dal 1815 fino al 1946.

## Storia
La provincia di Pomerania fu creata dalla Pomerania Posteriore, che apparteneva al Brandeburgo dalla Pace di Vestfalia nel 1648, e dalla Pomerania Anteriore, che fu ceduta dalla Danimarca alla Prussia nel 1815 in cambio del ducato di Sassonia-Lauenburg e dell'assunzione del debito di guerra danese nei confronti della Svezia da parte della Prussia. I danesi avevano ottenuto la Pomerania svedese con il Trattato di Kiel l'anno precedente, in contropartita alla cessione forzata, da parte della Danimarca stessa, della sovranità sulla Norvegia.
Dopo la seconda guerra mondiale la Pomerania fece parte della zona di occupazione sovietica, e la parte della Pomerania ad est della linea Oder-Neiße fu ceduta alla Repubblica Popolare di Polonia. Il territorio rimanente divenne parte della Germania Est nel 1949 e, a seguito della riunificazione tedesca del 1990, confluì nel Meclemburgo per formare il nuovo stato federale del Meclemburgo-Pomerania Anteriore.